# Museu de Arte de Brasília
O Museu de Arte de Brasília (MAB) é um museu de arte moderna e contemporânea localizado em Brasília, Distrito Federal, que possui um acervo de 1 400 obras de arte e de design de autores como Tarsila do Amaral,  Alfredo Volpi e Sérgio Rodrigues.

## Histórico

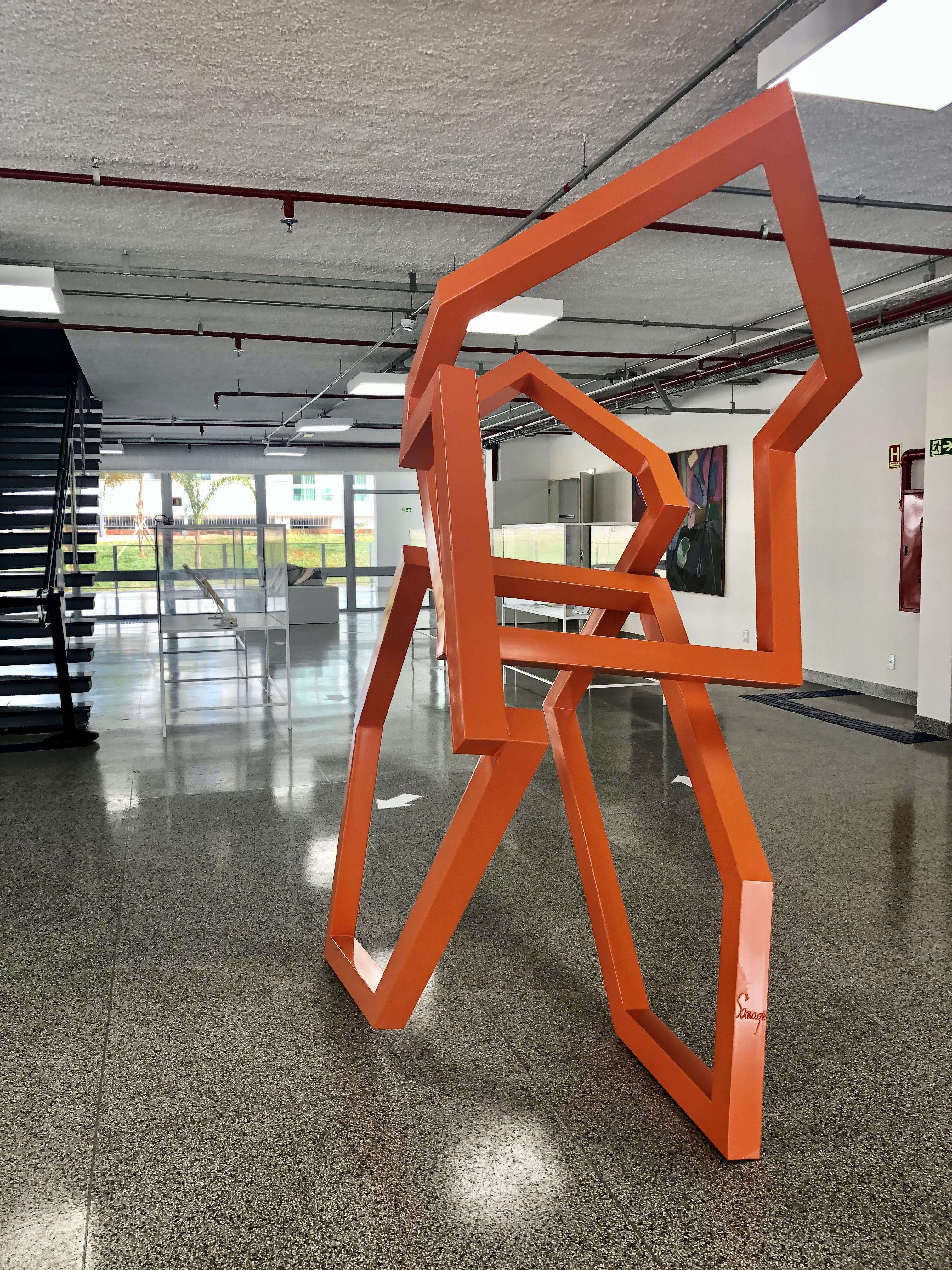
Hall do Museu de Arte de Brasília com obra de Sanagê Cardoso, em maio de 2021.

Construído entre 1960 e 1961, o edifício onde posteriormente o museu foi instalado foi projetado pela Novacap. Serviu de sede para vários estabelecimentos, como restaurante, bar, boate, o Clube das Forças Armadas e o Casarão do Samba. Em 1985, a Secretaria de Educação e Cultura do Governo do Distrito Federal criou o museu. Nele, foram reunidas obras das artes visuais moderna e contemporânea doadas. A instituição foi inaugurada em março daquele ano com uma exposição com cerca de duzentos obras, de artistas como Tomie Ohtake e Arcangelo Ianelli.
O edifício do museu não contou com investimentos para reformas nos primeiros anos de sua existência. Na década de 1990, o prédio foi interditado por conta da insalubridade do subsolo. Em 1992, uma vistoria concluiu que o local não possuía as condições para guardar e expor obras. Nos anos 2000, foram apresentados projetos para restaurar o espaço. Enquanto isso, o museu continuou em atividade, recebendo exposições de artistas relevantes, incluindo Maurits Cornelis Escher, Joseph Beuys, Le Corbusier e Alfredo Volpi.
Em 2007, o museu foi fechado, em conformidade com recomendação exarada pelo Ministério Público. Seu acervo foi transferido para o Museu Nacional da República. A reforma, interrompida em 2015 por falta de verbas, foi retomada em 2017. O Governo do Distrito Federal estimou um custo de R$ 7,6 milhões, financiado pelo Banco do Brasil e a Terracap. Havia a previsão de que fosse finalizada em novembro de 2018, o que não ocorreu. Em julho de 2020, o governo previu que a reinauguração ocorreria no segundo semestre daquele ano. De acordo com o jornal Metrópoles, a demora na conclusão da reforma do museu tornou a instituição "um dos maiores símbolos do descaso com a cultura no Distrito Federal."
Em 21 de abril de 2021, a reforma do museu foi concluída. O MAB reabriu ao público em 29 de maio desse mesmo ano, com exposições de Tarsila do Amaral e de Orlando Brito.

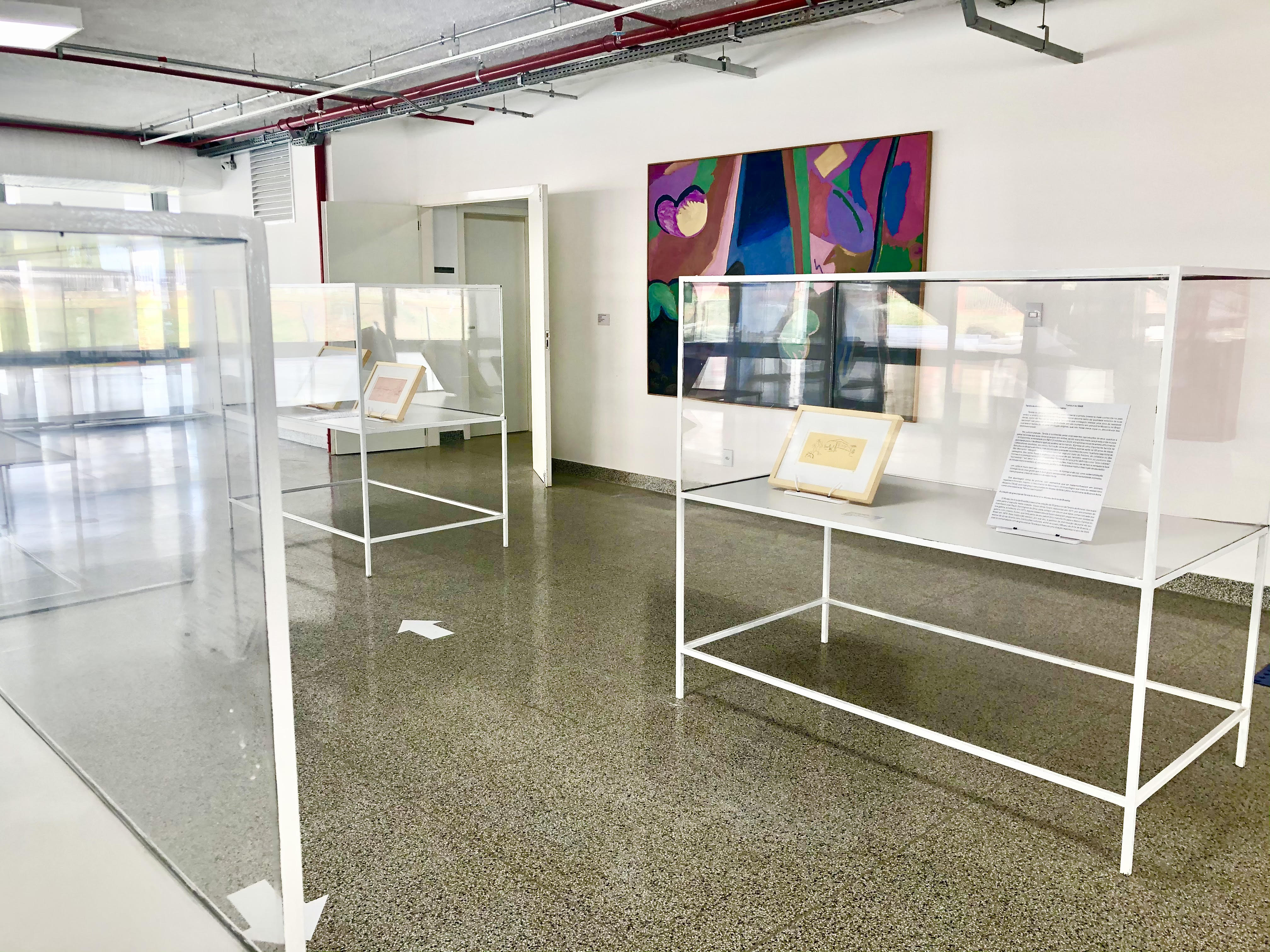
Hall do Museu de Arte de Brasília com a exposição "Tarsila no MAB", em 2021.

## Acervo
O acervo inicial foi formado com peças que existiam dispersas pelas instalações da Secretaria de Estado de Cultura do Distrito Federal, provenientes de salões e de doações. As peças datam da década de 1950 em diante, e incluem gravuras, pinturas, esculturas, objetos e instalações.
Em 2020, a Secretaria de Estado de Cultura e Economia Criativa do Distrito Federal informou que faziam parte do acervo da instituição obras de arte moderna e contemporânea, abrangendo desde a 1917 até 2001. Haviam pinturas, gravuras, desenhos, fotografias, esculturas, objetos e instalações. Alguns dos artistas presentes na coleção são nomes famosos no Brasil e no exterior, como Aldemir Martins, Ana Maria Tavares, Carmela Gross, Elias Murad, Fayga Ostrower, Francisco Stockinger, Franz Weissmann, Leda Catunda, Leonilson, Lygia Pape, Roberto Burle Marx, Siron Franco, dentre outros.
Em 2018, haviam 1.370 obras pertencentes ao Museu de Arte de Brasília em exposição no Museu Nacional da República, onde o acervo era mantido. Nos três primeiros anos após a interdição do MAB, o Museu Nacional da República organizou dezessete exposições com as suas obras.